# Adsorpční chromatografie
Adsorpční chromatografie je chromatografická metoda, která odděluje od sebe látky rozpuštěné v roztoku. Během adsorpčního procesu se látka nesená mobilní fází ukládá na povrch pevné, stacionární fáze. Za adsorpci mohou být zodpovědné relativně slabé fyzikální síly (Van der Waalsovy síly) nebo silnější chemické přitažlivé síly.
- Mobilní fáze: roztok
- Stacionární fáze: pevná látka (adsorbent)

Adsorpční chromatografie je založena na principu, že různé látky se liší schopností se vázat na různé pevné adsorbenty. Tedy dochází k separaci mezi pevnou a kapalnou fází.
Adsorpční chromatografie se obvykle provádí na sloupcích nebo na tenkých vrstvách.